# Devana
Devana (tudi Dziewanna) je bila po Janu Długoszu ena od poljskih  poganskih boginj, ki jo je Długosz  poistovetil z rimsko Diano. Po nekaterih so Długoszevi bogovi izmišljeni.